# Sphinx rubida
Sphinx rubida är en fjärilsart som beskrevs av Cabeau 1925. Sphinx rubida ingår i släktet Sphinx och familjen svärmare. Inga underarter finns listade i Catalogue of Life.